# Martin Höllwarth
Martin Höllwarth   (Schwaz, 13 d'abril de 1974) és un saltador austríac, ja retirat, que va destacar a les dècades del 1990 i 2000.
En els Jocs Olímpics d'Hivern de 1992 realitzats a Albertville (França) aconseguí guanyar tres medalles de plata als 17 anys, convertint-se en una de les revelacions dels Jocs. Favorit en els Jocs Olímpics d'Hivern de 1994 realitzats a Lillehammer (Noruega) no pogué participar en conseqüència d'una lesió. En els Jocs Olímpics d'Hivern de 1998 realitzats a Nagano (Japó) aconseguí guanyar la medalla de bronze en el salt llarg des del trampolí de 120 metres d'alçada en la prova per equips i en els Jocs Olímpics d'Hivern de 2002 realitzats a Salt Lake City (Estats Units) fou quart en aquesta mateixa prova.
Al llarg de la seva carrera guanyà sis medalles en el Campionat del Món d'esquí nòrdic, incloent tres medalles d'or el 2001 (salt normal per equips) i 2005 (salt normal per equips i salt llarg per equips).